# Инглевуд-Фин Хил (Вашингтон)
Инглевуд-Фин Хил (енгл. Inglewood-Finn Hill) насељено је место без административног статуса у америчкој савезној држави Вашингтон.

## Демографија
По попису из 2010. године број становника је 22.707, што је 46 (0,2%) становника више него 2000. године.
| Група             | 2000.          | 2010.          |
| Белци             | 19.186 (84,7%) | 17.874 (78,7%) |
| Афроамериканци    | 316 (1,4%)     | 378 (1,7%)     |
| Азијати           | 1.446 (6,4%)   | 1.994 (8,8%)   |
| Хиспаноамериканци | 860 (3,8%)     | 1.455 (6,4%)   |
| Укупно            | 22.661         | 22.707         |